# (1024) Hale
(1024) Hale és un asteroide que forma part del cinturó d'asteroides i va ser descobert per Georges Achille van Biesbroeck el 2 de desembre de 1923 des de l'Observatori Yerkes de Williams Bay, Estats Units.
Inicialment es va designar com 1923 JO13. Més endavant va ser anomenat en honor de l'astrònom nord-americà George Ellery Hale (1868-1938), fundador de l'Observatori Yerkes i de l'Observatori de Mount Wilson.
Hali està situat a una distància mitjana de 2,866 ua del Sol, podent acostar-s'hi fins a 2,22 ua i allunyar-se'n fins a 3,512 ua. Té una excentricitat de 0,2253 i una inclinació orbital de 16,09°. Triga a completar una òrbita al voltant del Sol 1772 dies.